# Снетковское
Снетковское (фин. Pörtsykänlampi) — бессточное озеро на территории Приозерского городского поселения Приозерского района Ленинградской области.

## Общие сведения
Площадь озера — 0,5 км². Располагается на высоте 26,8 метров над уровнем моря.
Форма озера овальная. Берега каменисто-песчаные.
Озеро поверхностных стоков не имеет, однако относится к бассейну Ладожского озера.
С юга от озера проходит дорога местного значения 41К-012 («Санкт-Петербург — Запорожское — Приозерск»).
Код объекта в государственном водном реестре — 01040300211102000012653.